# Tincey-et-Pontrebeau
Tincey-et-Pontrebeau település Franciaországban, Haute-Saône megyében. Lakosainak száma 82 fő (2022. január 1.). Tincey-et-Pontrebeau Lavoncourt, Brotte-lès-Ray, Ferrières-lès-Ray, Membrey, Ray-sur-Saône, Recologne és Theuley községekkel határos.

## Népesség
A település népessége az elmúlt években az alábbi módon változott:
| Lakosok száma | 85   | 85   | 86   | 86   | 85   | 85   | 84   | 83   | 82   |
|               | 2013 | 2015 | 2016 | 2017 | 2018 | 2019 | 2020 | 2021 | 2022 |